# Passionsaltar (Hans Holbein d. J.)
Der Passionsaltar von Hans Holbein der Jüngere stellt in acht Szenen die Passion Christi dar: Ölbergszene, Gefangennahme, Verhör durch Kajaphas, Geisselung sowie Verspottung, Kreuztragung, Kreuzigung und Grablegung. Er befindet sich im Kunstmuseum Basel.

## Geschichte
Die acht Tafeln des Passionsaltars waren ursprünglich nicht als eigenständiges Werk gedacht gewesen. Sie bildeten vielmehr die Flügelaußenseiten eines Triptychons und rahmten einen Schrein mit vermutlich mehreren Skulpturen. Die Innenseite des Triptychons bestand aus Flachreliefs. Das Triptychon war für die Grablege von Maria Zscheckenbürlin im Basler Münster gedacht. Die Grablege der Witwe des Basler Ratsherrn Morand von Brunn befand sich nahe der Familienkapelle. Das Altarbild passte in eine 1892 freigelegte und heute wieder verschlossene Altarnische in der Südostecke des Großen Kreuzgangs des Münsters. Wahrscheinlich schon 1529 war das Triptychon zum Schutz vor dem Basler Bildersturm in das Rathaus verlegt worden.
Die acht Tafeln galten jahrhundertelang als „die Krone von Holbeins Schöpfungen“. 1642 ist ihr Standort in der Kapelle des Rathauses nachgewiesen und sie waren eine der berühmtesten Sehenswürdigkeiten der Stadt. 1644 bot Maximilian I von Bayern 10.000 Gulden für das Werk; die Stadt Basel lehnte jedoch den Verkauf ab.
Im Jahre 1770 oder 1771 wurden die Altarflügel per Ratsbeschluss der Öffentlichen Kunstsammlung übergeben, die in den Bestand des heutigen Kunstmuseums von Basel überging, wo sich das Werk noch heute befindet (Inv. 315). Bei dem Transfer wurden die Tafeln auf Grund ihres schlechten Erhaltungszustandes von dem Stuttgarter Nikolaus Grooth restauriert, das heißt, er habe das Werk „auf das säuberst und sorgfältigst zu putzen, als auch an den schadhaften Orten, vorsichtiglich, künstlich und dauerhaft zu reparieren“. Im Rahmen der Restaurierung wurden die Tafeln des Gemäldes in der heute vorliegenden Form neu angeordnet. Grooth sollte das Gemälde „statt dass es bisher wie eine spanische Wand zusammengelegt war, und bey jeder Besichtigung der Liebhaber aufgestellt werden musste, in Seiner ganzen Grösse in einem eigens darzu verfertigten Schranke verwahren, damit es desto bequemer gezeigt werden konnte“. Die Qualität von Grooths Arbeit wurde nach der Restauration von den damaligen Verantwortlichen durchweg gelobt.
Ab Mitte des 19. Jahrhunderts kam jedoch die Meinung auf, dass Grooth das Werk Holbeins ruiniert hätte. Knackfuß schrieb 1896 dazu: „Der restaurierende Maler hat zwar die Zeichnung geschont, aber die Farbe hat er zerstört. Er hat alle Töne verstimmt, und dazu durch seinen glatten Auftrag den feinen Reiz von Holbeins malerischer Behandlung vernichtet. Durch das bunte, harte Mißgetön von Farben hindurch ist der Zauber Holbeinscher Farbenmusik nicht mehr zu vernehmen“.
Erst 1997 wurde das Werk in der Restaurierungswerkstatt der Basler Öffentlichen Kunstsammlung von Bernd W. Lindemann einer gründlichen maltechnischen Untersuchung unterzogen. Sein Urteil rehabilitierte Nikolaus Grooth vollständig und lobte dessen Fähigkeiten als Restaurator: „Tatsächlich erwies sich die Malerei als besonders sorgfältig aufgebaut; sie zeigt die für Hans Holbein d. J. charakteristischen Schwundrisse. Es gibt keinerlei Anzeichen für eine spätere Überarbeitung“.

## Beschreibung

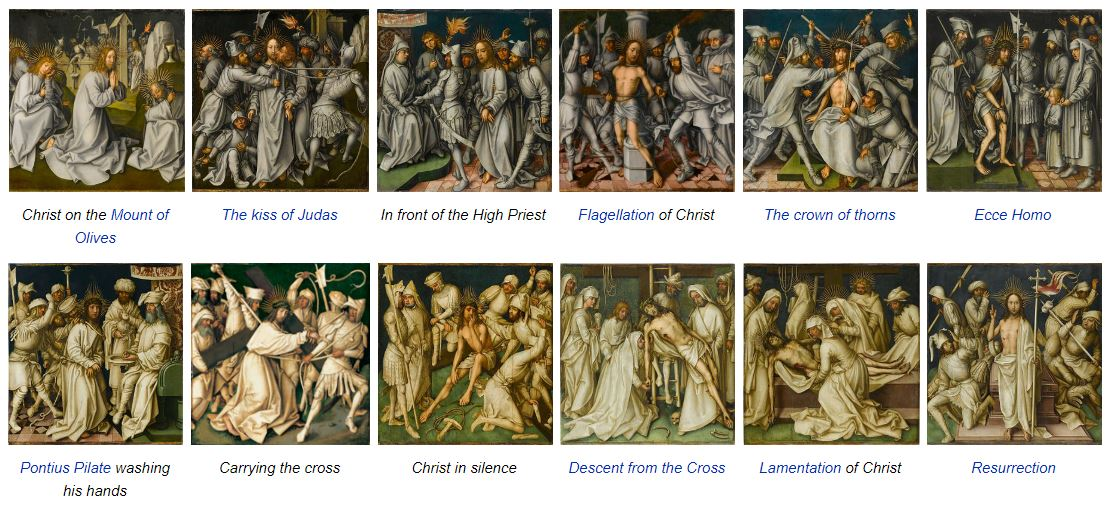
Tafeln der Grauen Passion von Hans Holbein der Ältere

Hans Holbein war in diesem Werk stark von der Grauen Passion seines Vaters beeinflusst. Er folgte in den acht länglichen Tafeln der konventionellen Geschichte der Passion Christi. In der oberen Reihe sind von links nach rechts das Ereignis auf dem Ölberg, die Gefangennahme Jesu, dessen Verhör durch den Hohepriester Kajaphas sowie seine Geisselung dargestellt. Die untere Reihe zeigt die Verhöhnung Christi, sein Gang zur Kreuzigung, die Kreuzigung und die Grablegung Jesu. Die Gemälde in den zwei Reihen sind horizontal durch gemalte, goldene Ornamente und vertikal durch plastische Rahmenleisten getrennt. Die äußeren Tafeln haben eine Größe von 136 × 31 cm, die mittleren von 149,5 × 31 cm. Die Innenszenen sind düster ausgeführt und die Außenszenen finden, mit Ausnahme des Gangs nach Golgatha, wie in den Evangelien beschrieben bei Dunkelheit statt.

### Obere Bildreihe

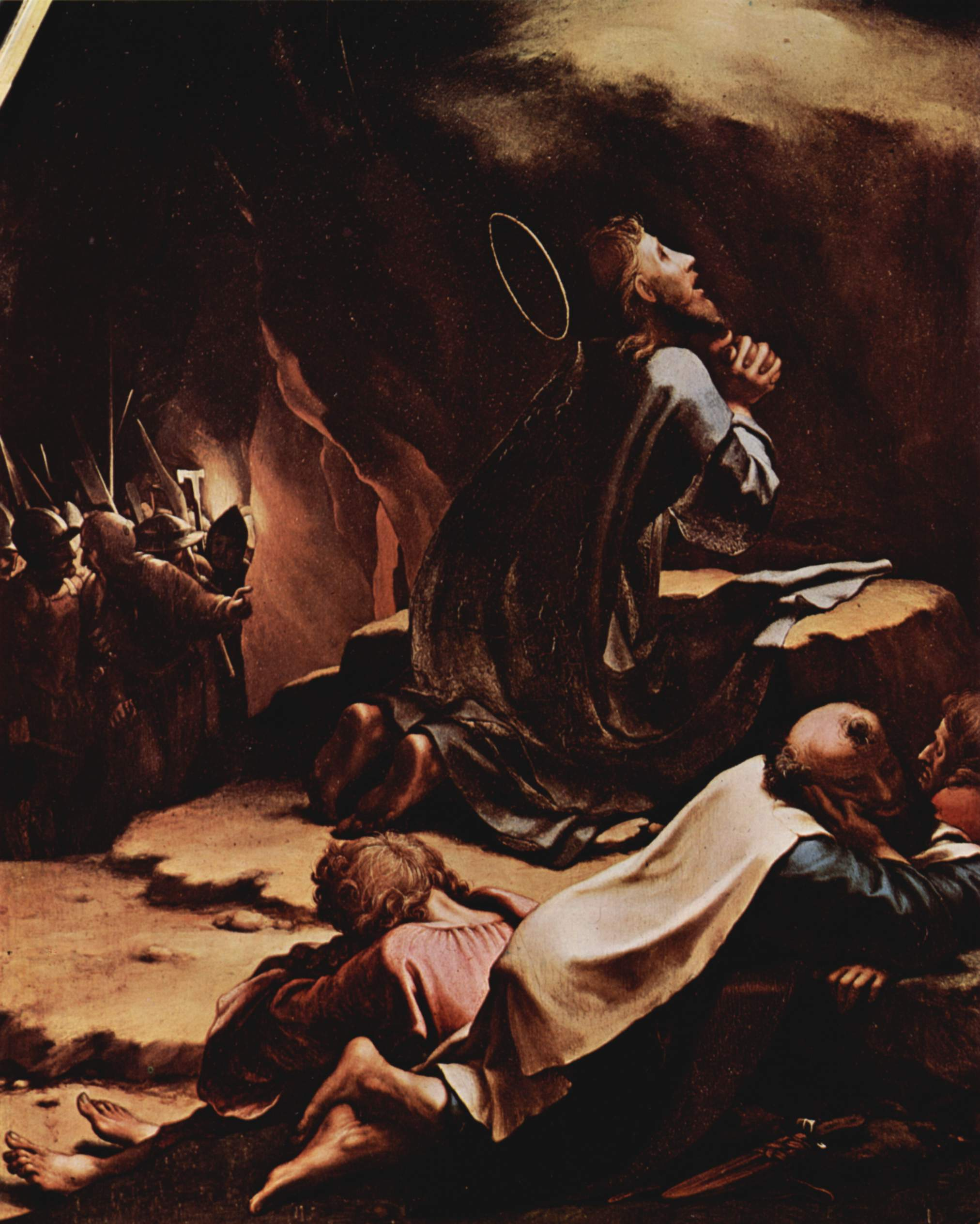
Ausschnitt Ölbergszene

In der Ölbergszene, dem Beginn der Passion und der oberen Bildreihe, hielt Jesu sich in der Nacht vor seinem Tod am Kreuz mit seinen drei Jüngern, Petrus, Johannes und Jakobus im Garten Gethsemane auf dem Ölberg auf. Voller Todesangst flehte er dort zu Gott, den Kelch des Leidens an ihm vorübergehen zu lassen, unterwarf sich jedoch zugleich Gottes Wille. In dem Bildnis erscheint der Engel mit dem „Kelch“ in einer Lichtöffnung des nächtlichen Himmels. Die Jünger, die er gebeten hatte mit ihm zu wachen, schliefen währenddessen ein und ließen ihn in seiner Not allein. Holbein gelingt ein fließender Übergang zur nächsten Szene, der Gefangennahme Jesu, indem die Wolken des Gartens Gethsemane sich bis in diese zweite Tafel fortsetzen.
Am Ende des Abendmahls schlich sich Judas davon, um die Hohepriester vom Aufenthaltsort Jesu zu informieren. Als Jesu nach der Ölbergszene im Garten Gethsemane zu den Jüngern zurückkehrte, tauchten die Soldaten der Hohepriester auf. Judas trat aus der Gruppe der Soldaten heraus, ging zu Jesu und verriet dessen Identität durch einen Kuss. Daraufhin nahmen die Soldaten Jesu gefangen. Der Judaskuss ist in einer dichten Menschenmenge dargestellt, mit Jesu und Judas im Zentrum. Die Szene wird durch Fackeln beleuchtet; im Hintergrund befindet sich ein von Fackeln effektvoll beleuchteter Baum, dessen Äste in der Dunkelheit verschwinden. Der Übergang der Tafel der Gefangennahme zu der folgenden Befragung erreichte Holbein durch die Menschenmenge, die sich fast übergangslos von einer zur anderen Tafel fortsetzt, sowie durch die Beleuchtung beider Szenen durch Fackeln.

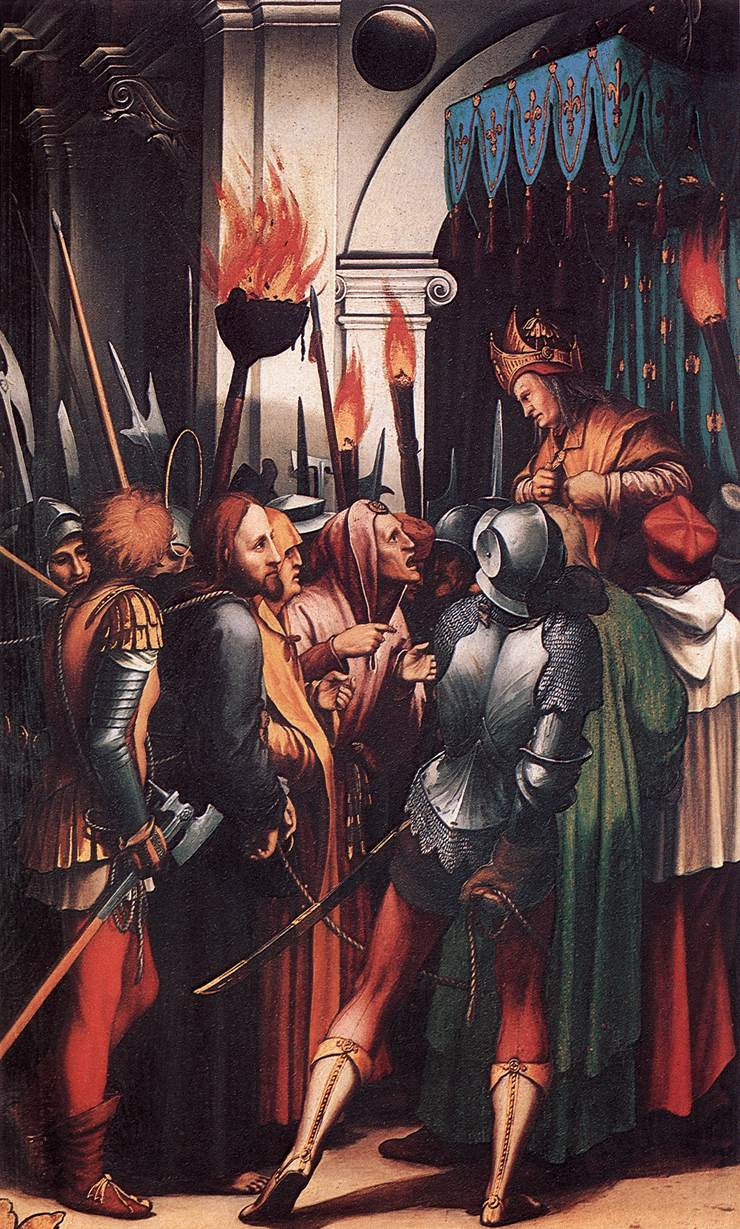
Ausschnitt Jesu vor dem Hohepriester Kajaphas

Nach der Gefangennahme wurde Jesu von den Soldaten zum Hohepriester Kajaphas gebracht. Das Ziel der Befragung Jesu durch Kajaphas war, Jesu mit eindeutigen Vergehen zu belasten. Wenn er anschließend dem römischen Statthalter Pontius Pilatus überliefert wurde, musste ein klares Schuldurteil vorliegen. Nur dann konnte Jesu beim römischen Statthalter zum Tod verurteilt werden. Die Frage, ob er der Sohn Gottes sei, bejaht Jesu. Kaiphas sah darin eine Gotteslästerung. Nach dem Gesetz des Mose wurde Jesu wegen Gotteslästerung der Prozess gemacht und von Kajaphas zum Tode verurteilt. Der Einsatz von Licht und Schatten bei Holbein ist in diesem Bild besonders gut sichtbar. Das Licht der vier Fackeln wirft scharfe Schatten auf die Architektur und eine weitere Lichtquelle außerhalb des Bildraumes wirft den Schlagschatten des Beines des Soldaten mit Helm im Vordergrund.
Jesu wurde von den Hohepriestern zu dem römischen Statthalter Pontius Pilatus gebracht. Sie verklagten ihn wegen Unruhestiftung und Anmaßung des Königstitels. Sie forderten von Pontius Pilatus das Todesurteil, doch dieser ist von der Schuld Jesu nicht überzeugt und ließ ihn Geiseln. Die in der Geisselszene dargestellte Architektur ist, wie oft bei Holbeins Bildern dieser Epoche, realen Orten nachempfunden. Im Falle der Geisselung handelt es sich um die Abteikirche von Ottmarsheim.

### Untere Bildreihe

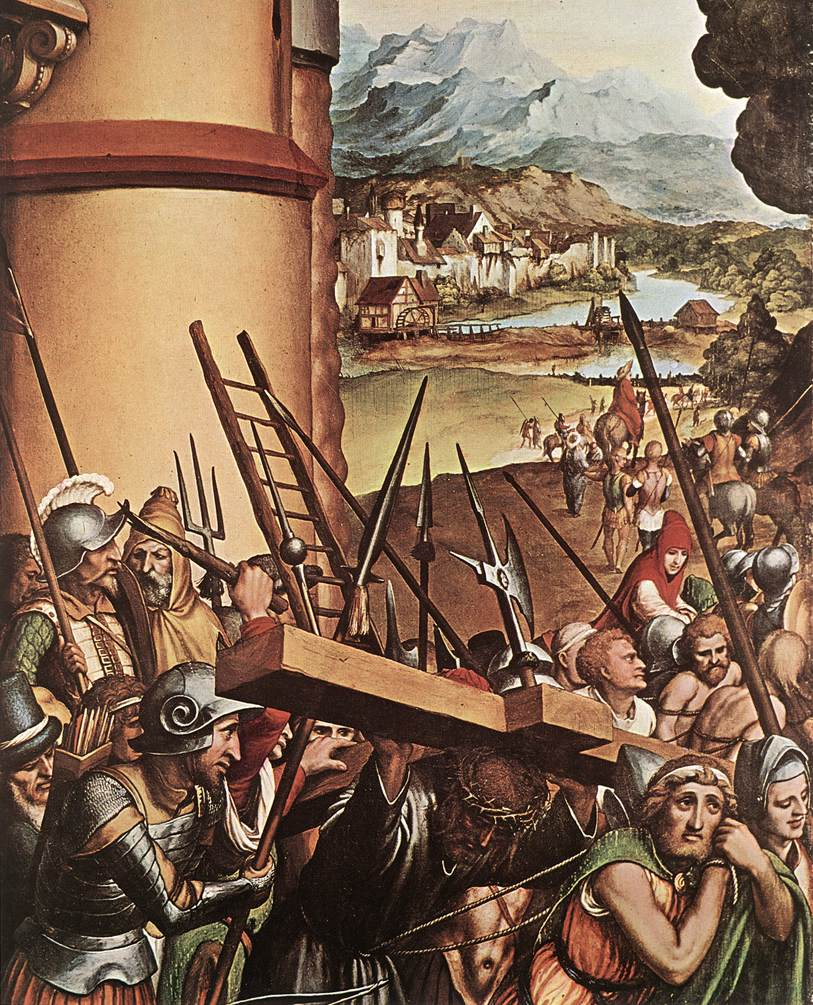
Ausschnitt Kreuztragung

Anschließend wurde Jesu von den Römischen Soldaten verspottet. Sei setzten ihm die Dornenkrone auf und legen ihm einen roten Mantel um. Mit dieser Szene, die ebenfalls in reichhaltige Architektur eingebettet ist, beginnt die untere Bildreihe.
Obwohl der römische Statthalter Jesu für unschuldig hielt, gab er dem Drängen der Ankläger nach und verurteilte ihn zum Tode am Kreuz. Den Weg nach Golgatha, dem Richtplatz, ging Jesu bei Tage, wobei er sein Kreuz selbst tragen musste. Die untere Hälfte des Bilde ist voller Figuren. Darüber steht ein runder Torturm der Stadtmauer und dem Blick öffnet sich eine in hellem Tageslicht daliegende Voralpenlandschaft mit hohen Bergen (Titlis) in der Ferne. Doch schon hier sind die dunklen Wolken zu sehen, die sich in der Tafel der Kreuzigung fortsetzen.

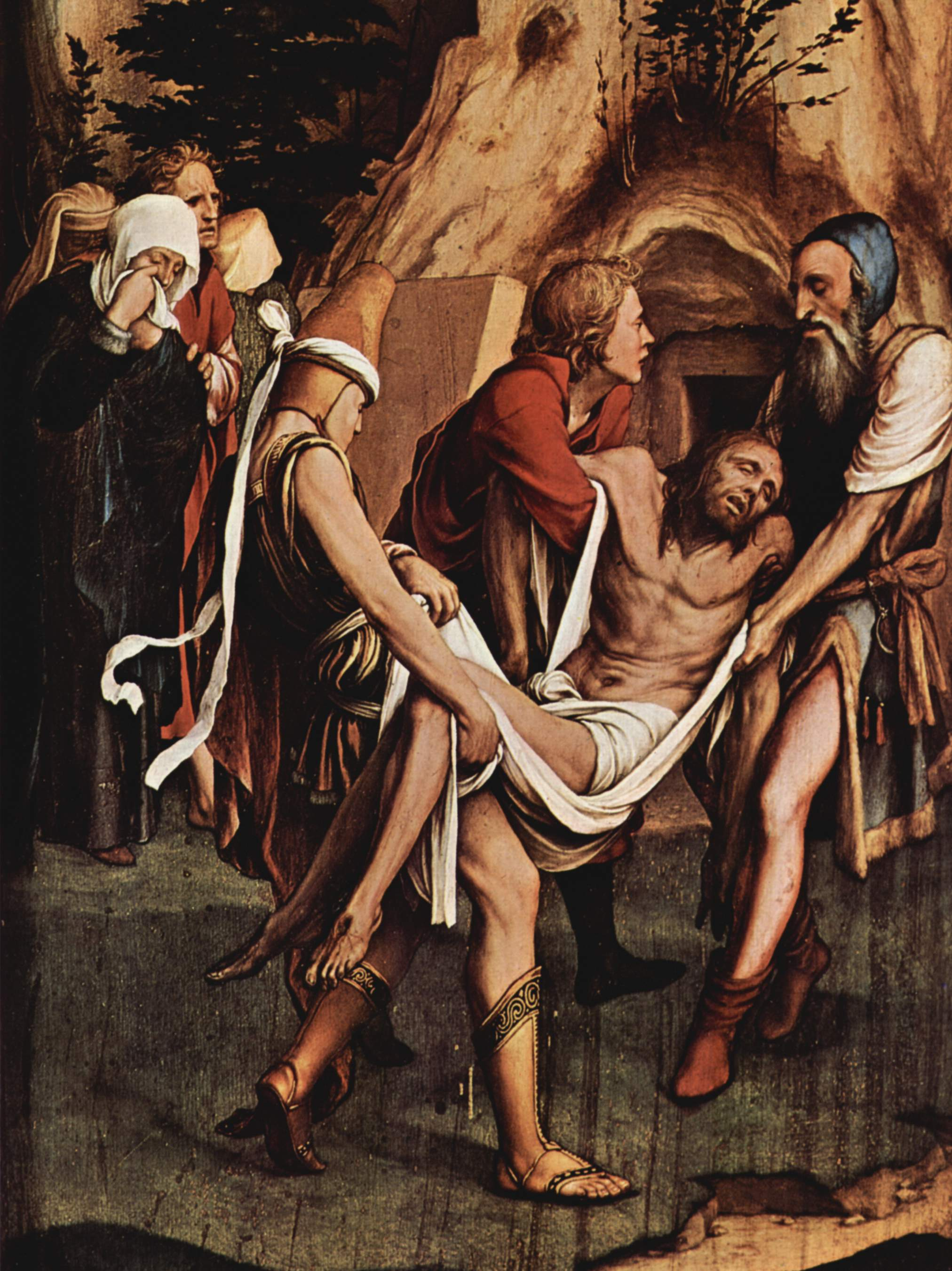
Ausschnitt Grablegung

Gemäß den Evangelien erfolgte die Kreuzigung zwar bei Tage, jedoch bei nachtgleicher Verdunkelung. Diese Dunkelheit verdichtet sich bei Holbein durch die dunklen Wolken zu einem schwarzen Hintergrund vor dem die aufgerichteten Kreuze stehen. Die Figuren in der untere Hälfte des Bildes bilden eine Fortsetzung der Figuren der Kreuztragung und formen zusammen über die zwei Tafeln hinweg eine Einheit.
Die dunklen Wolken setzen sich bis zur Grablegung fort. Laut Bibel wurde der tote Körper Jesu direkt nach der Kreuzabnahme beigesetzt. Bei Lukas 23, 49 steht lediglich „Es standen aber alle seine Bekannten von ferne und die Weiber, die ihm aus Galiläa waren nachgefolgt, und sahen das alles“. In der letzten Tafel tragen Männer den heiligen Leichnam über eine grüne Wiese zu dem in einem gelben Felsen sich öffnenden Grufteingang. Maria steht weinend mit ihren Begleitern etwas abseits bei einem Tannenbäumchen.

## Einzelbelege
1. 1 2  Die Passion Christi – The “Teutsche Academie” on Sandrart.net. Abgerufen am 21. November 2024.
2. 1 2 3  Jochen Sander: Hans Holbein d. J.: Tafelmaler in Basel; 1515 - 1532. Hirmer, München 2005, ISBN 978-3-7774-2375-3, S. 48, doi:10.11588/diglit.19342.
3. 1 2  Kunstmuseum Basel - Sammlung Online - Die Passion Christi. Abgerufen am 23. November 2024.
4. 1 2 3 4 5 6 7 8  H. Knackfuß: Holbein der jüngere. In: H. Knackfuß (Hrsg.): Künstler-Monographien. 2. Auflage. Band XVII. Velhagen & Klasing, Bielefeld und Leipzig 1896 (gutenberg.org).
5. 1 2 3 4 5 6 7 8 9 10  Florian Heine: Holbein. Prestel, München, London, New York 2022, ISBN 978-3-7913-8745-1, S. 58.
6. ↑  Jochen Sander: Hans Holbein d. J.: Tafelmaler in Basel; 1515 - 1532. Hirmer, München 2005, ISBN 978-3-7774-2375-3, S. 49, doi:10.11588/diglit.19342.
7. ↑  Christus am Ölberg. Abgerufen am 19. November 2024.
8. ↑  Jesu Gefangennahme. Abgerufen am 19. November 2024.
9. ↑  kaiphas. Abgerufen am 19. November 2024.
10. 1 2  Prozess Jesu. Abgerufen am 19. November 2024.